# Roosendaals järnvägsstation

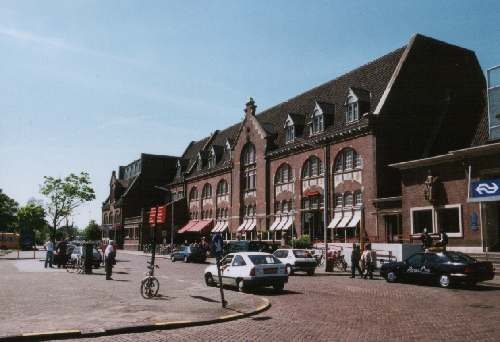
Roosendaals järnvägsstation

Roosendaals järnvägsstation öppnades då järnvägslinjen Antwerpen (Belgien) – Roosendaal öppnades den 23 juni 1854. Därmed var Roosendaal en av de första städerna utanför västra och centrala Nederländerna med en järnvägsstation. I provinsen Noord-Brabant var Roosendaal den första staden som blev knuten till järnvägsnätet. Nästan ett år senare, den 3 maj 1855 öppnades linjen mellan Breda och Moerdijk och 1872 blev denna förlängd vidare till Dordrecht och Rotterdam.
Från 1863 var det möjligt att resa med tåg mellan Roosendaal och Bergen op Zoom och mellan 1868–1872 blev Zeeuwselinjen förlängd vidare till Vlissingen. Den första stationsbyggnaden i Roosendaal var, med hänsyn till arkitektur, överensstämmande med stationen i Oudenbosch. Stationsbyggnaden byggdes ut mellan 1886–1887 och 1905 fick Roosendaal en helt ny stationsbyggnad. Arkitekter var D.E.C. Knuttel och G.W. van Heukelom.
Sedan järnvägsstationen byggdes har stationen varit en viktig gränsstation på linjen mellan Nederländerna och Belgien, vidare är den också en viktig knutpunkt för tågförbindelsen till sydvästra Nederländerna. Från Roosendaal går följande linjer:
- NS Rotterdam – Amsterdam
- NS Intercity 2600 Lelystad - Amsterdam - Leiden - Haag - Rotterdam - Breda - Roosendaal - Bergen op Zoom – Vlissingen
- NMBS Stoptrein 2600 Roosendaal - Antwerpen – Bryssel
- NS Hispeed Intercity 1200 Haag - Rotterdam - Lage Zwaluwe - Breda - Roosendaal - Antwerpen - Bryssel
- NS Intercity 12600 Vlissingen - Roosendaal - Breda – 's-Hertogenbosch – Arnhem – Zwolle - Leeuwarden - Groningen

När den nya tågförbindelsen Amsterdam - Bryssel - Paris, HSL-Zuid (Den södra höghastighetslinjen) öppnade 2007 kom Roosendaals roll som gränsstation att minska. Men efter att ett omfattande fordonsfel på snabbtågen V250 upptäcktes och dessa togs ur trafik samt att NMBS lät dra in NS Hispeeds tillstånd att köra sina FYRA-tåg in i Belgien (Antwerpen - Bryssel) har Station Roosendaal återfått sin roll som gränsstation.